# (5189) 1990 UQ
(5189) 1990 UQ est un astéroïde Apollon et aréocroiseur classé comme potentiellement dangereux. Il fut découvert par Robert H. McNaught à l'observatoire de Siding Spring le 20 octobre 1990.